# Vincent Koziello
Vincent Koziello (Grasse, 28 oktober 1995) is een Frans voetballer die doorgaans als centrale middenvelder speelt. Hij tekende in augustus 2021 een contract tot 2024 bij KV Oostende, dat hem overnam van 1. FC Köln.

## Clubcarrière
Koziello speelde in de jeugd voor St O Roquettan, AS Cannes en OGC Nice. Op 29 oktober 2014 debuteerde hij in de Coupe de la Ligue tegen FC Metz als invaller voor Didier Digard. Drie dagen later vierde de middenvelder zijn competitiedebuut tegen Olympique Lyon. In zijn debuutseizoen kwam hij tot een totaal van zeven competitieduels. Op 27 september 2015 maakte Koziello zijn eerste competitietreffer, tegen Saint-Étienne.

## Interlandcarrière
Koziello speelde in 2013 één interland voor Frankrijk –19. In 2015 speelde hij twee interlands voor Frankrijk –20.